# زایگور گویکوریا
زایگور گویکوریا (انگلیسی: Zigor Goikuria؛ زادهٔ ۱۶ ژوئن ۱۹۷۹) بازیکن فوتبال اهل اسپانیا است.
از باشگاه‌هایی که در آن بازی کرده‌است می‌توان به باشگاه فوتبال ایبار اشاره کرد.